# Varrains
Varrains es una población y comuna francesa, situada en la región de Países del Loira, departamento de Maine y Loira, en el distrito de Saumur y cantón de Saumur-Sud.

## Demografía
| 1012 | 1106 | 1228 | 1203 | 1179 | 1146 | 1188 |
| Para los censos de 1962 a 1999 la población legal corresponde a la población sin duplicidades (Fuente: INSEE [Consultar]) |      |      |      |      |      |      |